# Кодрат Коринтски
Свети мученик Кодрат Коринтски је хришћански светитељ.
За време гоњења хришћана многи верници побегли су кс планинама и пештерама. Тако је учинила и мајка Кодрата, али баш у то време она је била бременита, те је у шуми родила Кодрата и ускоро потом умрла. Хришћани верују да је Кодрат промислом Божјим и анђелом хранитељем чуван, храњен и вођен. Тако је он одрастао у природи и усамљености. Такође хришћани верују да је Бог који је давао ману с неба Израиљу у пустињи, пуштао је и Кодрату слатку росу из облака на уста. Кад му је било дванаест година, он је сишао у град и тамо су га неки добри људи заволели и дали на науке. Он је изучио лекарство, те је лечио болеснике, колико природним лековима, толико, и још више и молитвом, којој се привикао од детињства. Када је настало ново гоњење под царем Децијем Трајаном, Кодрат је изведен на суд, и бачен у тамницу, али и пет његових другова придружили су му се и исповедили име Христово. То су били Кипријан, Дионисије, Анект, Павле и Крискент. Сви они су вучени по улицама, и од незнабожаца, нарочито деце њихове, штаповима и камењем бијени, док их нису довукли на губилиште. Ту су се мученици Богу помолили, и били мачем посечени. На том месту настао је извор воде из земље, који се и данас зове Кодратовим именом и подсећа на јуначку смрт за Христа светих шесточисленика. Ових шест мученика пострадало је 250. године у Коринту у време цара Декија и његовог намесника Јасона.
Српска православна црква слави их 10. марта по црквеном, а 23. марта по грегоријанском календару.